# باتريك باش
باتريك باش (بالألمانية: Patrick Bach)‏ (و. 1968 – م) هو ممثل، وممثل دُبلاج، من ألمانيا، ولد في هامبورغ.

## وصلات خارجية
- باتريك باش على موقع IMDb (الإنجليزية)
- باتريك باش على موقع ألو سيني (الفرنسية)
- باتريك باش على موقع ميوزك برينز (الإنجليزية)
- باتريك باش على موقع أول موفي (الإنجليزية)
- باتريك باش على موقع ديسكوغز (الإنجليزية)
- باتريك باش على موقع قاعدة بيانات الفيلم (الإنجليزية)
- باتريك باش على موقع كينوبويسك (الروسية)